# Ensemble pour le oui
Ne doit pas être confondu avec Ensemble pour la Catalogne.
Ensemble pour le oui (en catalan : Junts pel Sí) (JpS, JxSí voire JuntxSí) est une ancienne coalition politique indépendantiste catalane formée par les partis Convergence démocratique de Catalogne (CDC), Gauche républicaine de Catalogne (ERC), Démocrates de Catalogne (DC) et Mouvement des gauches (MES), ainsi que les organisations Assemblée nationale catalane, Òmnium Cultural et Association de communes pour l'indépendance en vue des élections au Parlement de Catalogne de 2015.
En novembre 2017, ERC décide de ne pas reconduire la coalition pour les élections catalanes du 21 décembre 2017.

## Historique

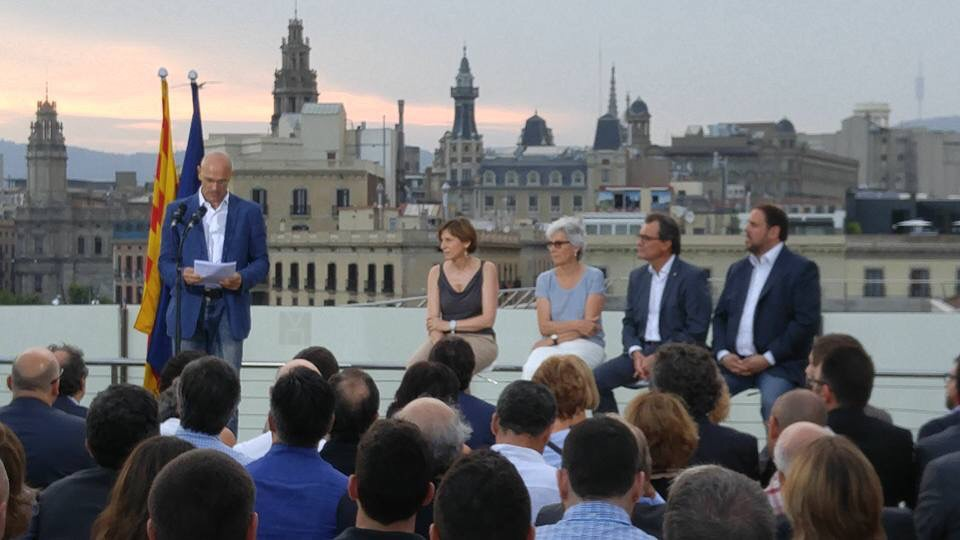
Présentation de la liste le 19 juillet 2015, avec (de gauche à droite) Raül Romeva, Carme Forcadell, Muriel Casals, Artur Mas et Oriol Junqueras

À la mi-juillet 2015, les négociations entre les partis CDC, ERC et les organisations indépendantistes Assemblée nationale catalane et Òmnium Cultural mènent à un accord pour la constitution de listes indépendantistes pour les élections au Parlement de Catalogne du 27 septembre 2015. L'accord, approuvé tant par les directions de CDC et d'ERC, attribue les trois premières places de la liste dans la province de Barcelone à des personnalités indépendantes : Raül Romeva, ancien député européen de l'Initiative pour la Catalogne Verts, Carme Forcadell, ancienne présidente de l'ANC et Muriel Casals, ancienne présidente d'Òmnium. Artur Mas (CDC) et Oriol Junqueras (ERC) seront respectivement en quatrième et cinquième position,. La Candidature d'unité populaire est invitée à se joindre à la liste, mais refuse en faisant valoir que la proposition initiale de la liste avait été modifiée.
La liste est publiquement présentée le 20 juillet 2015 à la terrasse du musée d'histoire de Catalogne. Le même jour, l’entraîneur de football Pep Guardiola apporte son soutien à la liste pour la province de Barcelone en la rejoignant en dernière position, a priori non éligible.
À la suite de la dissolution du Parlement de Catalogne, l'ERC annonce le 4 novembre 2017 qu'elle ne reconduit pas la coalition avec le PDeCAT pour les élections catalanes prévue le 21 décembre.

## Listes
Le collectif Ensemble pour le oui présente une liste dans chaque province de Catalogne.

### Barcelone
La liste pour la province de Barcelone comprend 85 candidats et 10 suppléants. Les trente-deux premiers ont été élus le 27 septembre 2015.
1. Raül Romeva, ancien député européen de l'Initiative pour la Catalogne Verts, indépendant.
2. Carme Forcadell, ancienne présidente du parti de l'Assemblée nationale catalane (ANC).
3. Muriel Casals i Couturier, ancienne présidente d'Òmnium Cultural, indépendante.
4. Artur Mas, président de la généralité de Catalogne et de Convergence démocratique de Catalogne (CDC).
5. Oriol Junqueras, président de la Gauche républicaine de Catalogne (ERC).
6. Eduardo Reyes Pino, président de l'association Súmate, indépendant.
7. Oriol Amat i Salas, économiste de l'université Pompeu Fabra, indépendant.
8. Neus Munté, CDC.
9. Marta Rovira, secrétaire général de l'ERC et députée sortante élue depuis 2012.
10. Jordi Turull, président du groupe parlementaire CiU au parlement de Catalogne, CDC.
11. Toni Comín, déjà député de 2004 à 2010, indépendant (proposé par l'ERC).
12. Josep Rull, député sortant, coordinateur général de CDC.
13. Anna Simó, députée sortante et vice-présidente du Parlement, ERC.
14. Neus Lloveras, maire de Vilanova i la Geltrú, CDC.
15. Chakir El Homrani Lesfar, sociologue et conseiller de Granollers, indépendant (proposé par l'ERC).
16. Marta Pascal, députée sortante et porte-parole de CDC.

### Tarragone
La liste pour la province de Tarragone comprend 18 candidats et 10 suppléants. Les neuf premiers ont été élus le 27 septembre 2015.
1. Germà Bel i Queralt, économiste et ancien élu au Congrès des députés de 2000 à 2004, indépendant.
2. Montserrat Palau i Vergés, professeur de lettres et langue catalanes, indépendante.
3. Albert Batet i Canadell, maire de Valls et député sortant élu depuis 2012, CDC.
4. Ferran Civit i Martí, membre d el'ANC et coordinateur de la Voie catalane en 2013 et en 2014, ERC.
5. Montserrat Vilella, conseillère à Reus, CDC.
6. Lluís Salvadó, secrétaire général adjoint d'ERC.
7. Jordi Sendra, sénateur et président du CDC à Tarragone.
8. Meritxell Roigé Pedrola, députée sortante et adjointe au maire de Tortosa, CDC.
9. Teresa Vallverdú i Albornà, députée sortante, ERC.

### Gérone
La liste de la province de Gérone comprend 17 candidats et 10 suppléants. Les onze premiers ont été élus le 27 septembre 2015.
1. Lluís Llach, chanteur et figure historique, indépendant.
2. Anna Caula i Paretas, ancien entraîneur du l'équipe féminine de basket-ball du club Uni Girona, indépendante.
3. Carles Puigdemont, maire de Gérone et président de l'Association de communes pour l'indépendance, CDC.
4. Roger Torrent, maire de Sarrià de Ter et député sortant, ERC.
5. Natalia Figueras, conseillère de Maçanet de la Selva, CDC.
6. Dolors Bassa, secrétaire générale du syndicat UGT de Gérone, indépendante (proposée par l'ERC).
7. Lluís Guinó i Subirós, maire de Besalú, CDC.
8. Jordi Munell i Garcia, maire de Ripoll, CDC.
9. Sergi Sabrià i Benito, président du conseil national de l'ERC et député sortant.
10. Maria Dolors Rovirola i Coromí, ancien maire de Vilademuls et députée sortante, CDC.
11. Jordi Orobitg Solé, conseiller de Lloret de Mar, ERC.

### Lérida
La liste de la province de Lérida comprend 15 candidats et 10 suppléants. Les dix premiers ont été élus le 27 septembre 2015.
1. Josep Maria Forné i Febrer, pédagogue et directeur de services sociaux, indépendant.
2. Carmina Castellví, membre de l'ANC, indépendante.
3. Albert Batalla i Siscart, maire de La Seu d'Urgell et député sortant, CDC.
4. Bernat Solé, maire d'Agramunt, ERC.
5. Violant Cervera, députée sortante, CDC.
6. Montserrat Fornells, maire de Vilanova de l'Aguda, ERC.
7. Marc Solsona i Aixalà, maire de Mollerussa et élu depuis 2011 au Congrès des députés, CDC.
8. Antoni Balasch i Parisi, député sortant et maire d'Albesa, CDC.
9. David Rodríguez i González, maire de Solsona, ERC.
10. Ramona Barrufet i Santacana, députée sortante, CDC.

### Élections régionales
| Année | Voix      | %     | Sièges   | Gouvernement |
| ----- | --------- | ----- | -------- | ------------ |
| 2015  | 1 628 714 | 39,59 | 62 / 135 | Puigdemont   |